# Rogeria longiflora
Rogeria longiflora är en sesamväxtart som först beskrevs av Adriaan van Royen, och fick sitt nu gällande namn av Jacques Étienne Gay. Rogeria longiflora ingår i släktet Rogeria och familjen sesamväxter. Inga underarter finns listade i Catalogue of Life.

## Bildgalleri

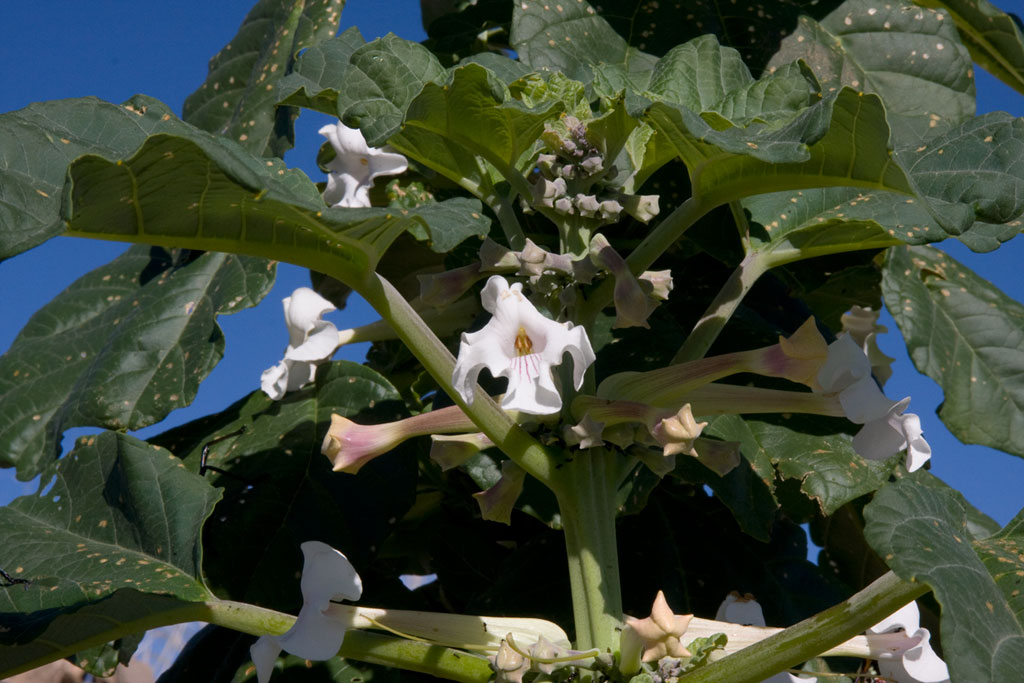
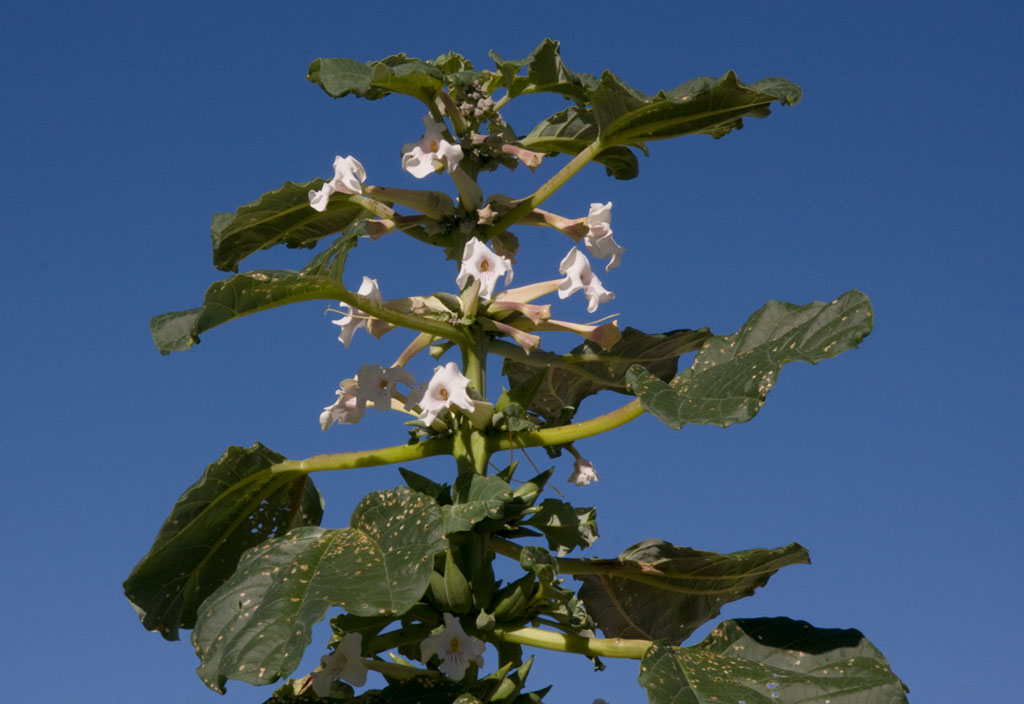